# The Will to Death
The Will To Death è il sesto album in studio di John Frusciante, pubblicato nel 2004.
L'album fa parte di un progetto offerto a Frusciante da parte della Warner, produrre 6 dischi in 6 mesi. Questo quindi uscì come il primo dei sei.
L'edizione in vinile del disco ha visto una ristampa dalla Record Collection l'11 dicembre 2012. Questi dischi ristampati sono 180 grammi e vengono forniti con un download a scelta tra i formati MP3 e WAV dell'album.
Appare il collaboratore frequente Josh Klinghoffer, che suona batteria, basso, chitarra e tastiera.
La copertina dell'album è una foto scattata al Cimitero Monumentale di Milano . L'uomo è Luigi Ontani.

## Personale
Le seguenti persone hanno contribuito a The Will to Death : 

### Musicisti
- John Frusciante - voce , chitarra , pianoforte , sintetizzatore , basso in "Far Away", "Unchanging" e "The Will to Death"
- Josh Klinghoffer - batteria , basso, tastiere , chitarra in "Helical" e "The Will to Death"

### Personale di registrazione
- John Frusciante - produttore
- Ryan Hewitt - ingegnere, mixaggio
- Rafael Serrano - assistente alla registrazione
- Jeff Moses - assistente alla registrazione
- Bernie Grundman - mastering
- Dave Lee - attrezzatura

### Opera d'arte
- Lola Montes Schnabel - fotografia di copertina
- Mike Piscitelli - design
- John Frusciante - design

## Tracce
1. A Doubt – 4:19
2. An Exercise – 3:47
3. Time Runs Out – 4:00
4. Loss – 5:20
5. Unchanging – 3:54
6. The Mirror – 3:01
7. A Loop – 4:34
8. Wishing – 2:48
9. Far Away – 2:17
10. The Days Have Turned – 2:23
11. Helical (strumentale) – 2:13
12. The Will to Death – 3:48

## Formazione
- John Frusciante - voce, chitarra elettrica, chitarra acustica, basso
- Josh Klinghoffer - batteria, basso, chitarra elettrica, tastiera, cori